# 테드 대브니
테드 대브니(Ted Dabney, 본명: Samuel Frederick "Ted" Dabney Jr., 1937년 5월 2일 – 2018년 5월 26일)는 미국의 전기 엔지니어였으며 놀런 부슈널과 함께 아타리(Atari, Inc.)의 공동 창립자였다. 비디오 회로의 기초를 개발한 것으로 인정받고 있다. 컴퓨터 스페이스와 이후 최초이자 가장 성공적인 아케이드 게임 중 하나인 퐁 (비디오 게임)에 사용된 원칙이다.